# Anton Lauterbach

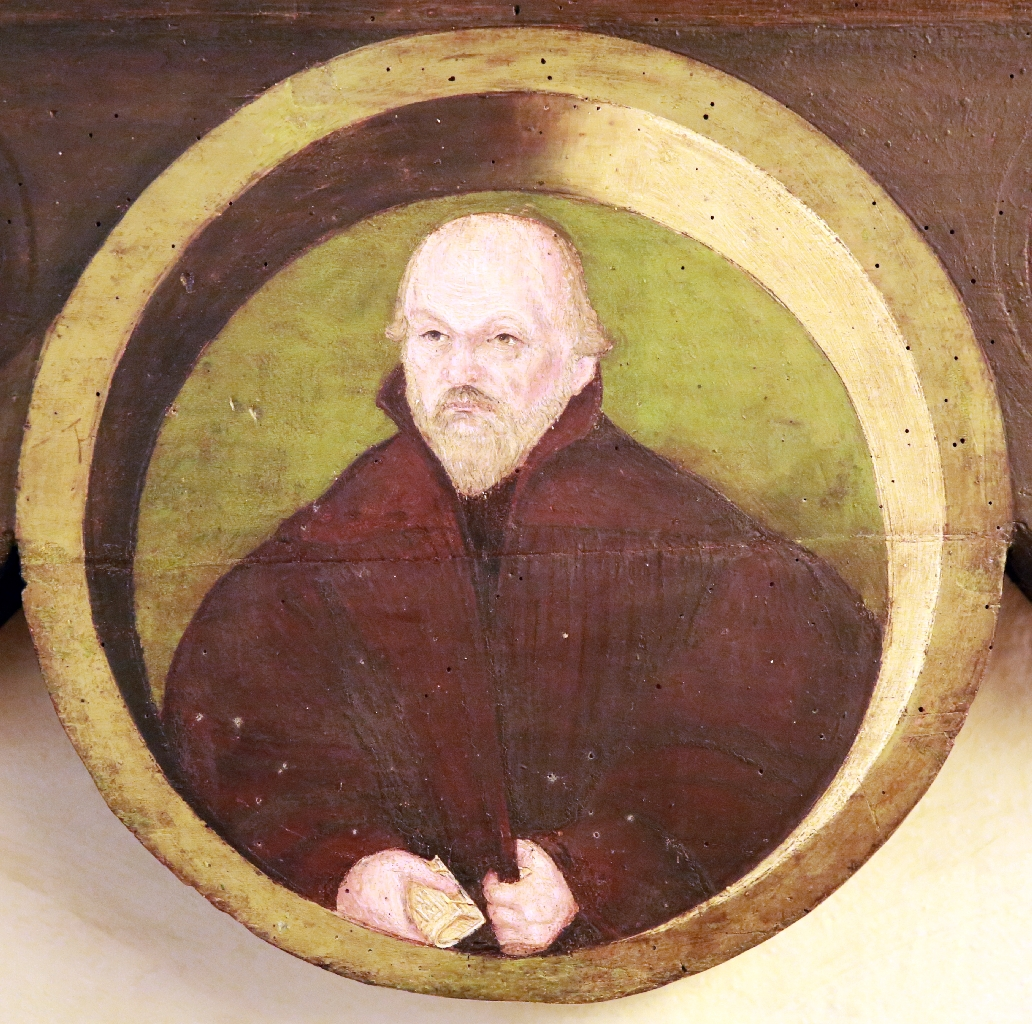
Anton Lauterbach, Detail des Epitaphs in der Pirnaer Marienkirche

Anton Lauterbach (* 13. Januar 1502 in Stolpen; † 18. Juli 1569 in Pirna) war ein lutherischer Theologe und Reformator.

## Leben

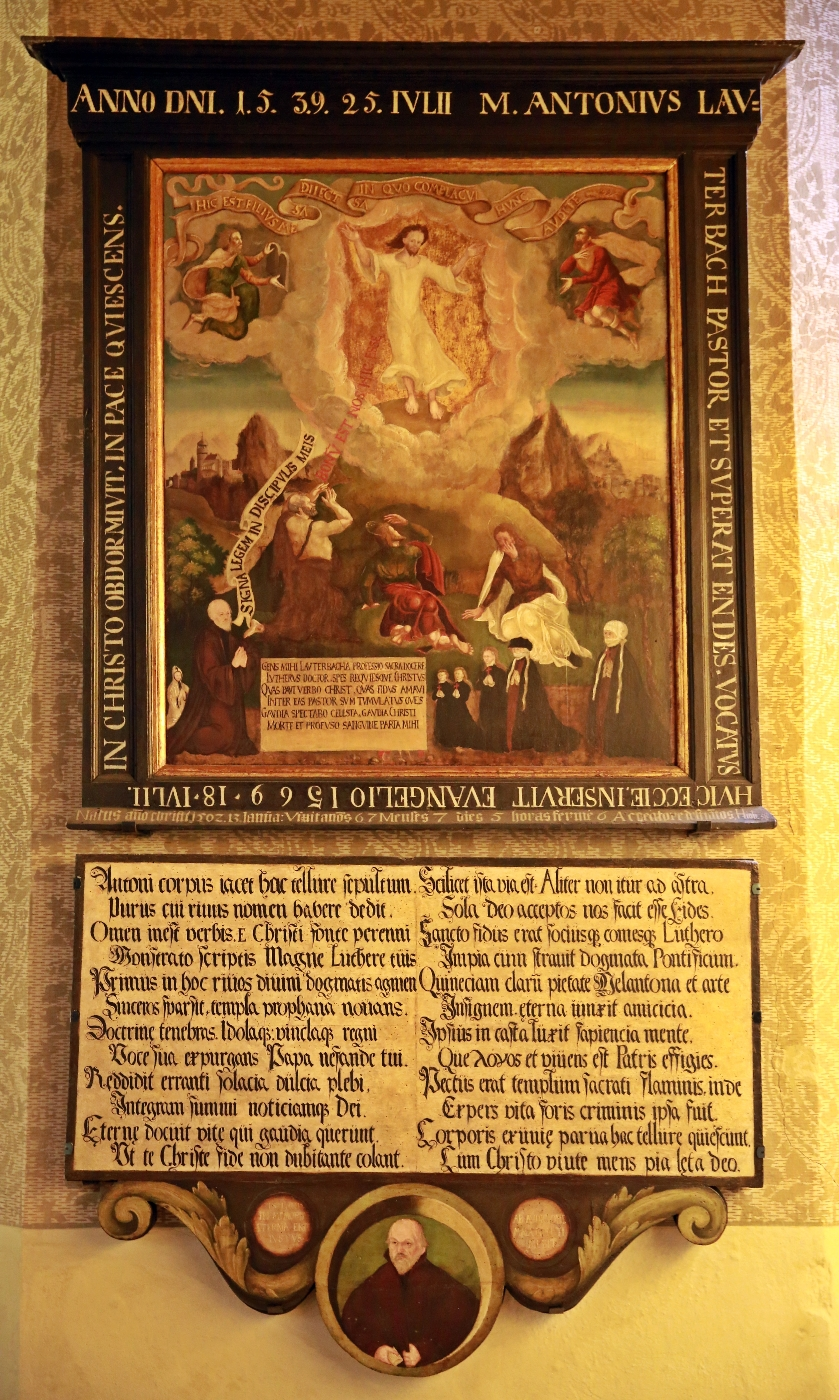
Epitaph in der Pirnaer Marienkirche

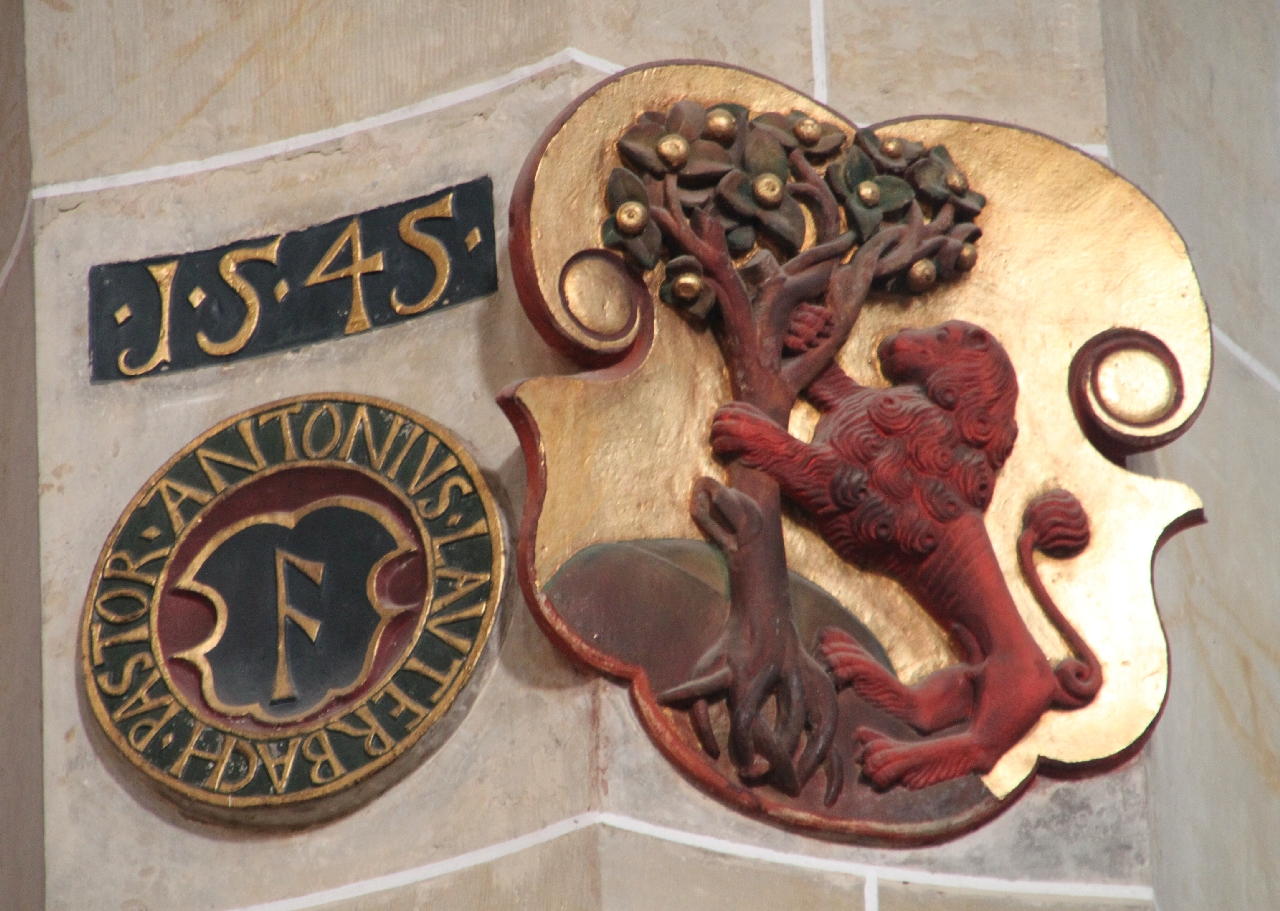
Lauterbachs Wappen mit dem alten Pirnaer Stadtwappen in der Pirnaer Marienkirche (1545)

Lauterbach wurde als Sohn nicht unbemittelter Eltern geboren. Möglicherweise war der Bürgermeister Matthäus Lauterbach († 1542) sein Vater; seine Mutter hieß Katharina. Er studierte ab dem Sommersemester 1517 an der Universität Leipzig, wurde dort am 10. März 1519 Baccalaureus der philosophischen Fakultät. Anschließend war er vermutlich am Wohnort seiner Eltern, in Freiberg, als Lehrer tätig. In dieser Zeit muss er mit den Gedanken der Reformation in Berührung gekommen sein.
1529 nahm er erneut ein Studium auf und zwar an der Universität Wittenberg, wo er Martin Luthers Schüler wurde und zum Kreis seiner Tischgenossen und Vertrauten gehörte. Auf Empfehlung Luthers erhielt er 1533 die Stelle eines zweiten Pfarrers in Leisnig. In dieser Zeit bat er einmal Luther, sich für die durch staatliche Gewalt unterdrückten evangelischen Bürger in Mittweida einzusetzen und durch eine öffentliche Stellungnahme Milderung zu erreichen. Nach langem Streit mit dem dortigen ersten Pfarrer kehrte er 1536 nach Wittenberg zurück und wurde Diakon an der Stadtkirche Wittenberg. Im Oktober 1537 erwarb er den akademischen Grad eines Magisters an der philosophischen Fakultät. Während seines Wittenberger Aufenthaltes entstand auch eine Freundschaft zu dem Reformator, Humanisten und Pädagogen Melanchthon. Seine Eheschließung mit einer ehemaligen Nonne namens Agnes muss auch in diese Zeit fallen. Aus dieser Ehe sind eine Tochter und ein Sohn namentlich bekannt. Der Sohn starb wie einige weitere Kinder im Kleinkindalter, von der Tochter ist noch bekannt, dass sie kurz nach 1550 heiratete.
Nach dem Tod Herzog Georgs begann dessen Bruder und Nachfolger Heinrich 1539 im albertinischen Sachsen mit der Einführung die Reformation und ließ zu diesem Zweck Visitationen durchführen. In Pirna, dessen Rat sich schon im Jahr zuvor Lauterbach als evangelischen Prediger erbeten hatte, wurde Lauterbach nun in das Amt des ersten evangelischen Superintendenten gewählt. Weil es ihm schwerfiel, Wittenberg zu verlassen, erbat er sich zwei Tage Bedenkzeit, ehe er die Wahl annahm. In seine Amtszeit fiel die Vollendung der Marienkirche. Das theologische Programm der Deckenausmalung mit der starken Betonung des Gegensatzes von Gesetz und Evangelium geht wohl auf Lauterbach zurück.
Lauterbach blieb sowohl in Leisnig als auch in Pirna mit Luther in engem persönlichen und brieflichen Kontakt und diskutierte mit ihm praktisch-theologische Fragen. Auch zu Melanchthon unterhielt er einen Briefwechsel, der auch nach Luthers Tod 1546 nicht abbrach. Lauterbachs handschriftliche Aufzeichnungen von Luthers Tischgesprächen und Predigten sowie seine Tagebücher von 1538–1539 sind eine wichtige Quelle für Luthers Lebensgeschichte und Lehre.
1548 nahm Lauterbach an Beratungen über das Augsburger Interim teil, deren Ergebnis die
Leipziger Artikel waren, mit denen ein Kompromiss erwirkt werden sollte. Die Leipziger Artikel wurden jedoch von den Gnesiolutheranern abgelehnt.
In Pirna ist eine Straße in der Innenstadt nach Anton Lauterbach benannt. Sein Epitaph mit einem Brustbild befindet sich in der Pirnaer Marienkirche.

## Werke
1. Tischgespräche und Tagebücher
2. Trostschrift für vertriebene böhmische Prediger